# Russarö
Russarö es una isla al sur de Hanko en el país europeo de Finlandia. La isla está cerrada al público, ya que es una zona militar de las fuerzas armadas finlandesas. La isla tiene un faro de cinco pisos construido en 1863 y una estación del instituto Meteorológico de Finlandia.

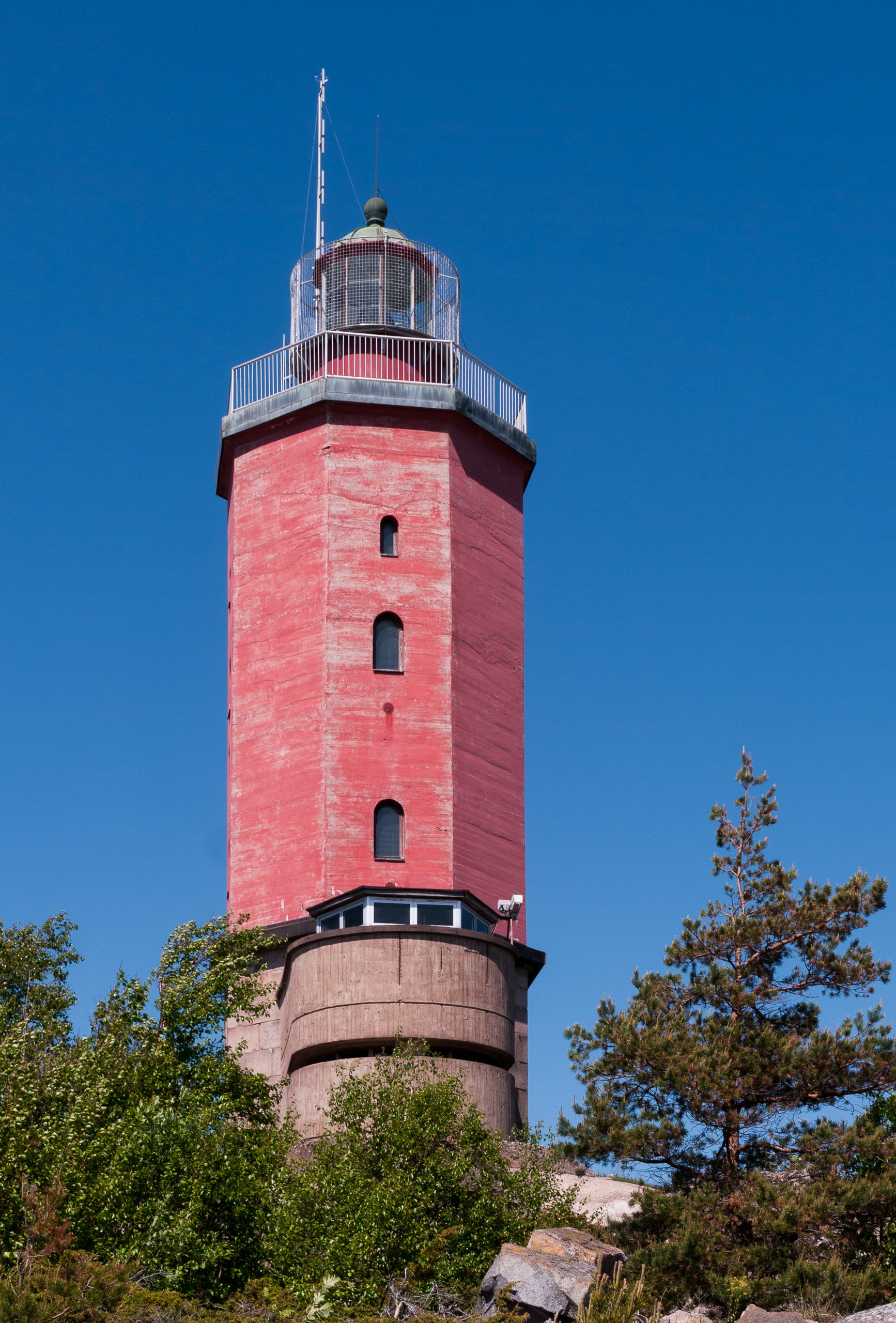
Faro en la isla de Russarö.